# Kościół San Giorgio dei Greci
Kościół San Giorgio dei Greci (pol. Kościół św. Jerzego od Greków) – prawosławny kościół w Wenecji, zbudowany przez osiadłych tutaj Greków. Pełni funkcję katedry Prawosławnej Archidiecezji Włoch i Malty (wł. Sacra Arcidiocesi Ortodossa d'Italia e Malta) Patriarchatu Konstantynopolitańskiego. 

## Historia
San Giorgio dei Greci jest jednym z budynków odzwierciedlających tolerancję Republiki Weneckiej wobec przybyszów. Po upadku Cesarstwa Bizantyńskiego w 1453 r. do Wenecji przybyło wielu Greków, szukając tu schronienia. W 1470 r. władze Wenecji zagwarantowały im wolność wyznania. Otrzymali oni prawo do założenia własnego bractwa (scuoli) oraz do zbudowania kościoła w obrządku wschodnim. Społeczność grecka, licząca wówczas około 4 tysięcy osób, korzystała wcześniej z kościoła San Biagio. San Giorgio dei Greci był pierwszym kamiennym kościołem zbudowanym dla tej społeczności. Jego budowę rozpoczęto w 1539, a ukończono w 1577 r. Kościół przypuszczalnie zaprojektował Giovanni Celestro, który w 1536 r. przedstawił drewniany model świątyni. Głównym architektem i kierownikiem robót budowlanych był Sante Lombardo, a po jego śmierci w 1547 r. Giannantonio Chiona, który w 1571 r. ukończył korpus główny i kopułę. W 1561 r. miała miejsce konsekracja kościoła. W latach 1571–1577 pod kierunkiem dwóch anonimowych architektów trwały prace wykończeniowe. Koszt budowy kościoła wyniósł 18 tysięcy dukatów weneckich, a pokryło go bractwo z dochodów własnych.

## Architektura

### Wygląd zewnętrzny i otoczenie
Z zewnątrz San Giorgio dei Greci prezentuje się jak typowy, renesansowy kościół wenecki. Jest budowlą wolno stojącą, co jest rzadkością w Wenecji. Sąsiadujące z kościołem budynki zostały wzniesione pod koniec XVIII wieku przez Baldassare Longhenę i tworzą jeden kompleks. Są to Collegio Flangini i mniejszy, Scuola di San Nicolo, obecnie muzeum ikon bizantyjskich.

#### Kampanila
Wysoka na 44 m kampanila z dzwonami uruchamianymi ręcznie została zbudowana w latach 1582–1592 przez Simone Sorella. W ciągu wieków przechyliła się. Przylegająca do niej loggia jest pozostałością po renesansowym krużganku.

### Wnętrze

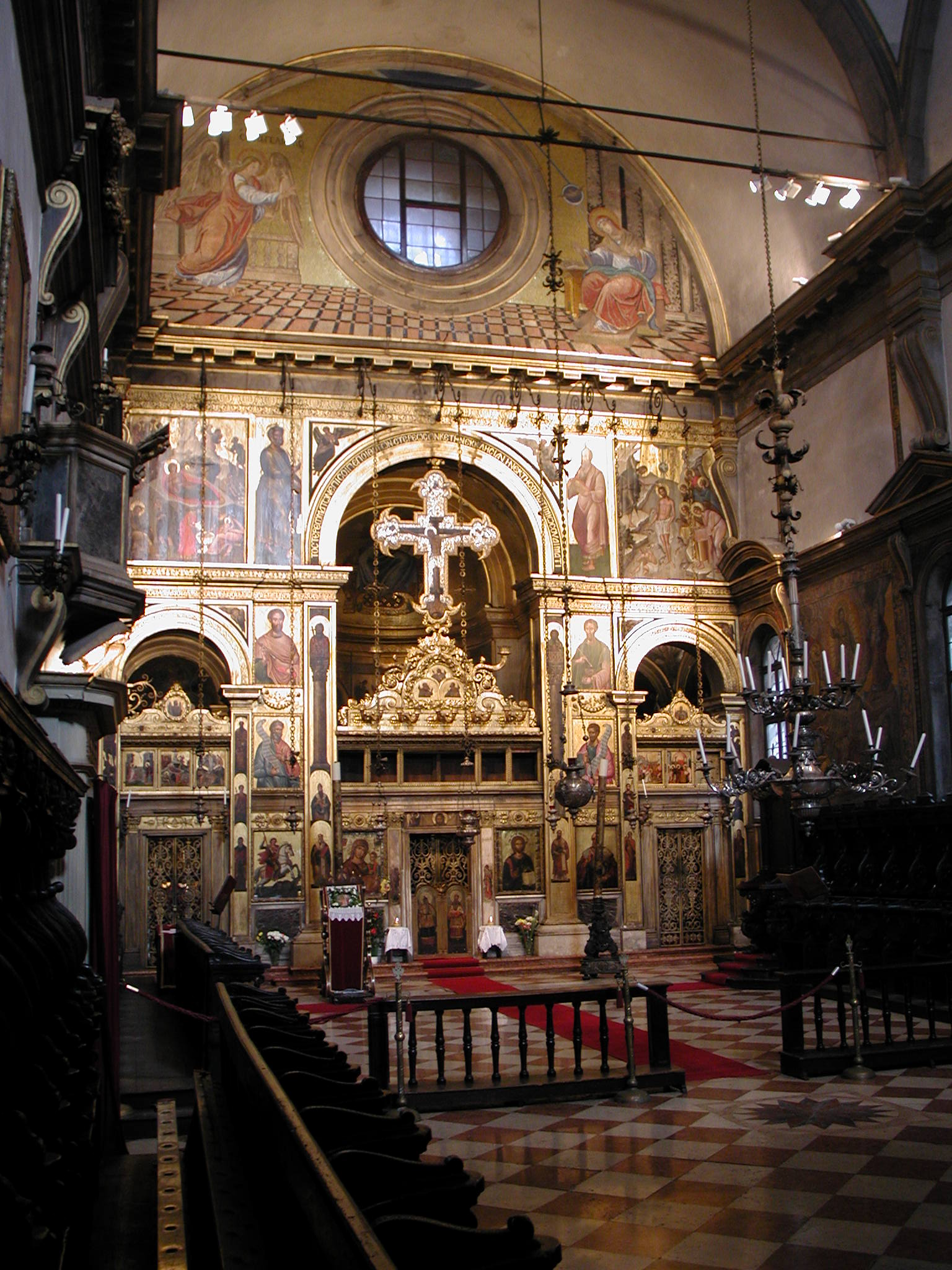
Wnętrze – ikonostas

Głównym elementem wystroju wnętrza jest monumentalny ikonostas, oddzielający przestrzeń ołtarzową od jedynej nawy. Po północnej stronie ołtarza znajduje się prothesis, a po południowej – diaconicon. Według archiwalnej dokumentacji były to jedyne pomieszczenia ukończone pod kierunkiem Lombarda. Innym elementem wystroju wnętrza spotykanym w architekturze prawosławnej jest matroneo (empora dla kobiet) nad głównym wejściem.
Do dekoracji wnętrz bractwo zaprosiło z Krety pisarza ikon Michaela Damaskenosa, który namalował większą część ikonostasu. Po lewej stronie carskich wrót znajduje się ikona Chrystusa Pantokratora, dar księżnej Anny Notarà. Freski na kopule namalował Giovanni Ciprio pod nadzorem Jacopa Tintoretta. Mozaiki w apsydzie powstały według projektów Tommasa Bathàsa.